# Gerechtsplein
Het Gerechtsplein (Frans: Place de la Justice) is een plein in de Belgische hoofdstad Brussel. Het ligt in de Grote Zavel tussen de Gasthuisstraat, Ruisbroekstraat en Lebeaustraat. In het midden overbrugt het viaduct van de Keizerslaan het plein. Aan het Gerechtsplein ligt de achterzijde van de Koninklijke Bibliotheek en het voormalige Belgacomgebouw.

## Geschiedenis
Het Gerechtsplein werd aangelegd in 1820-1821 op de plaats van de in 1812 gesloopte Jezuïetenkerk. Het bijhorende klooster werd door François Verly tot gerechtshof omgebouwd. Het gebouw was in gebruik van 1820 tot 1892, het jaar waarin het Justitiepaleis aan het Poelaertplein gereed kwam. Het gerechtshof aan het Gerechtsplein werd vervolgens gesloopt.
Het plein droeg oorspronkelijk de naam Paleisplein en van 1890 tot 1895 Lebeauplein. In 1891 werd de zuidzijde opengebroken door de aanleg van de Lebeaustraat en in de jaren 1890 de oostzijde na de afbraak van het oude Justitiepaleis opnieuw bebouwd. De westzijde werd in de 20e eeuw door de aanleg van de Noord-Zuidverbinding gesloopt. In 1955 werd naar aanleiding van Expo 58 het viaduct van de Keizerslaan over het plein aangelegd.
In 1874 werd op het plein een standbeeld van Alexandre Gendebien door Charles Van der Stappen onthuld. Het beeld werd in 1956 naar het Frère-Orbansquare verplaatst.

## Kunst
Op het plein bevindt zich het kunstwerk Bleus sur jaune van de Franse kunstenaar Daniel Buren. Het geheel telt 89 in de grond bevestigde masten die een bos vormen waardoorheen voertuigen en voetgangers zich een weg banen. De hoogte van de masten is gelijk en de masten vormen in de hoogte een strakke horizontale lijn. De masten hebben lengtes van 7,50 tot 12,20 meter in functie van de nivellering van de grond. Aan de masten hangen ook vlaggen van dezelfde grootte. Het kunstwerk werd in 2009 ingehuldigd en was een initiatief van voormalig schepen Henri Simons.

## Galerij

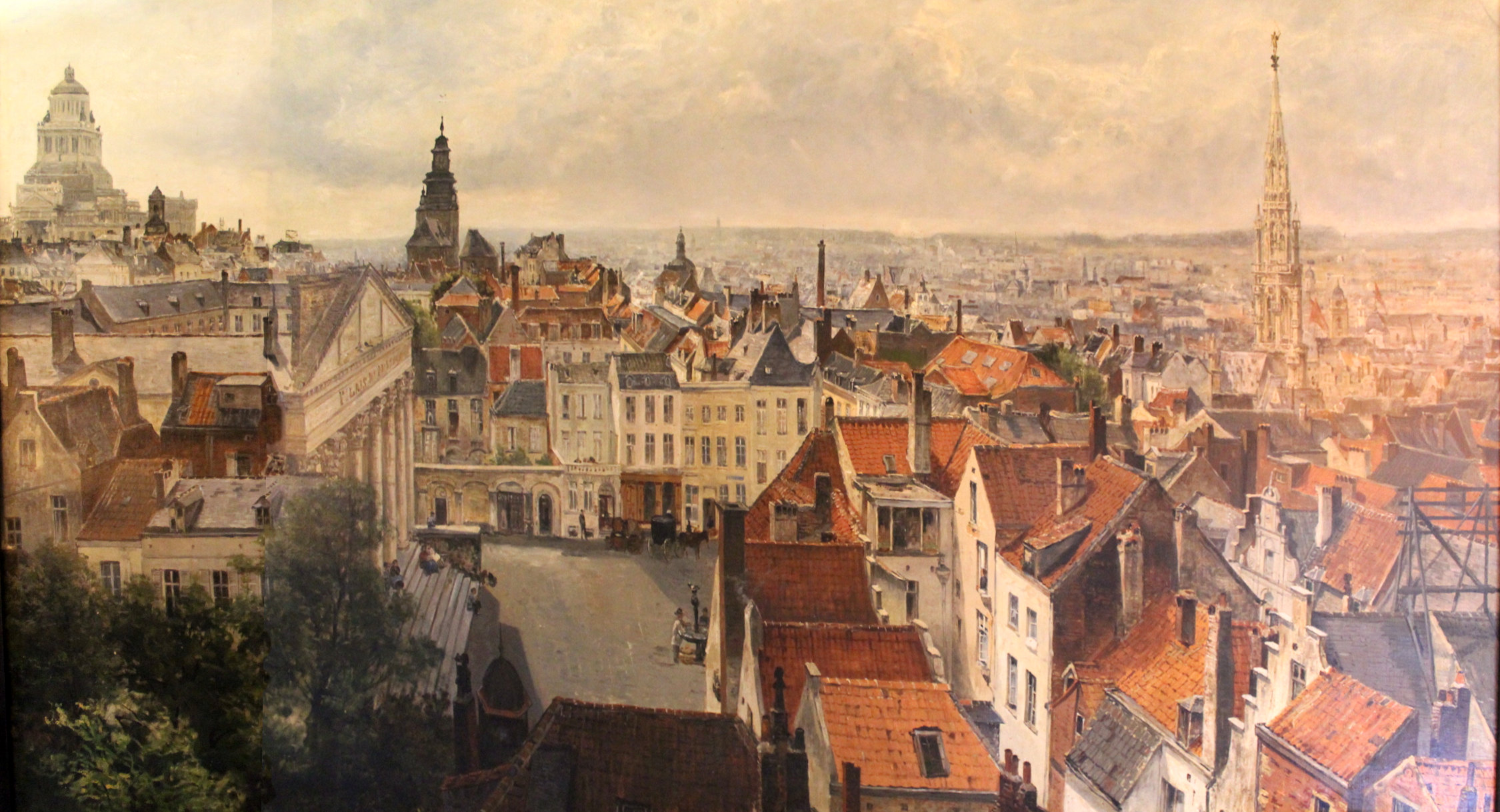
Het Gerechtsplein op een schilderij van Gustave Walckiers (1880)
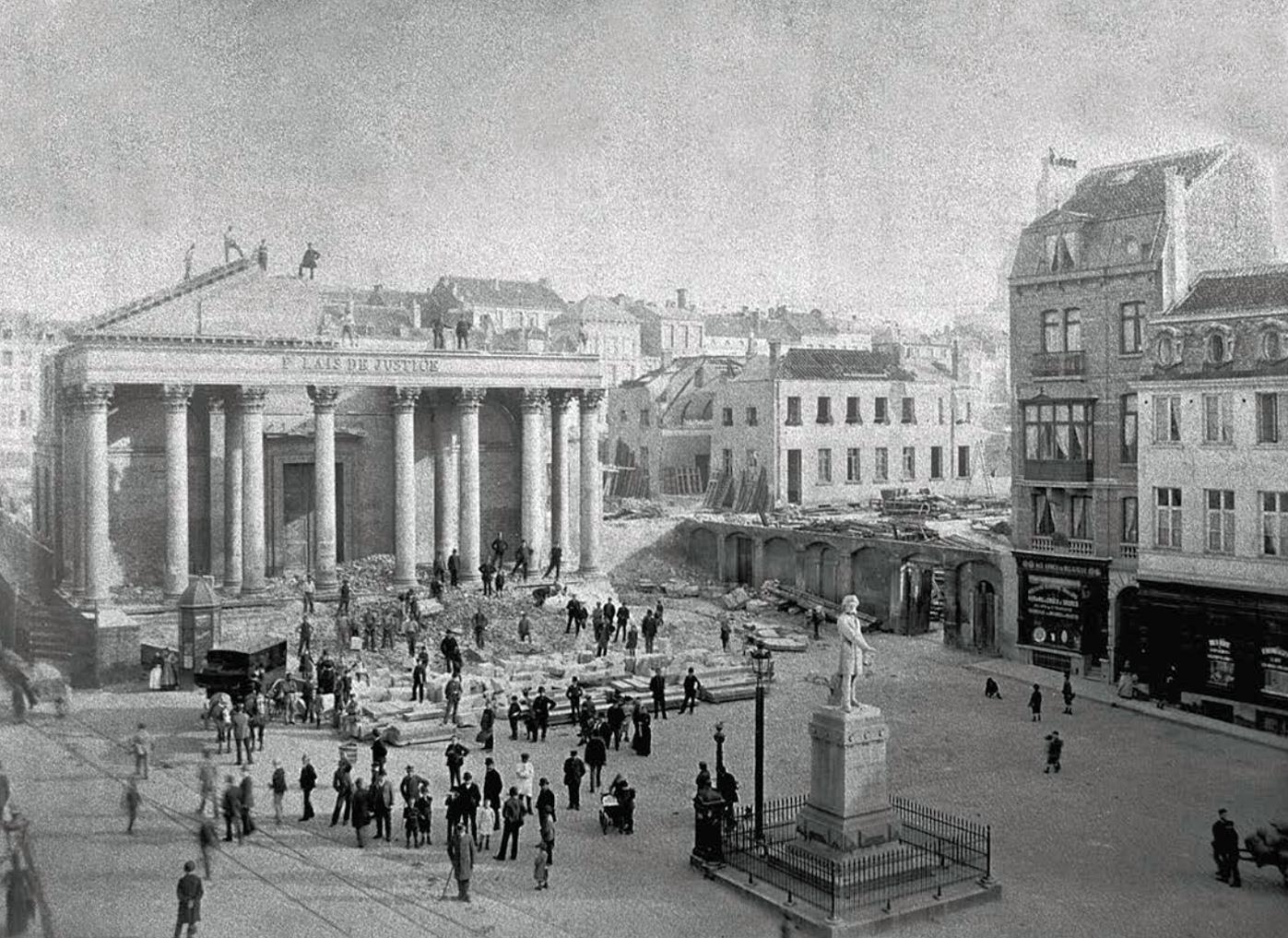
De afbraak van het oude justitiepaleis (1892)
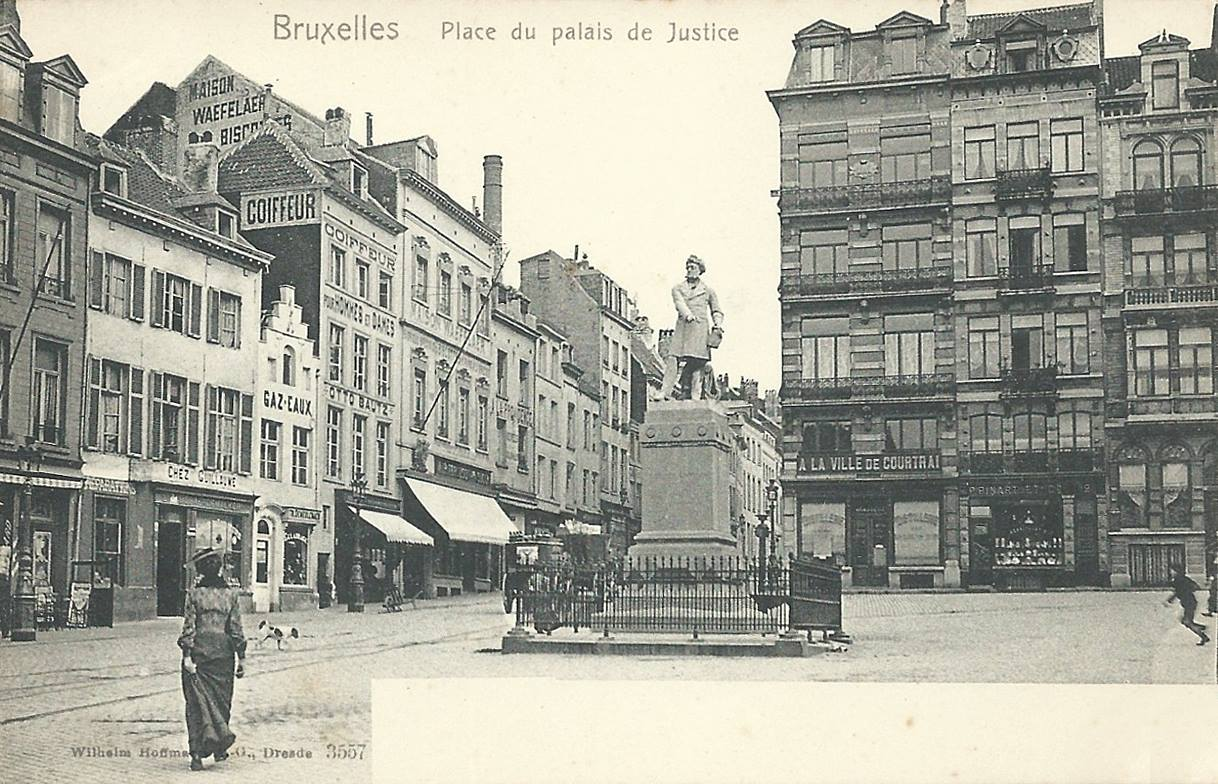
Het Gerechtsplein en de Ruisbroekstraat (1910)
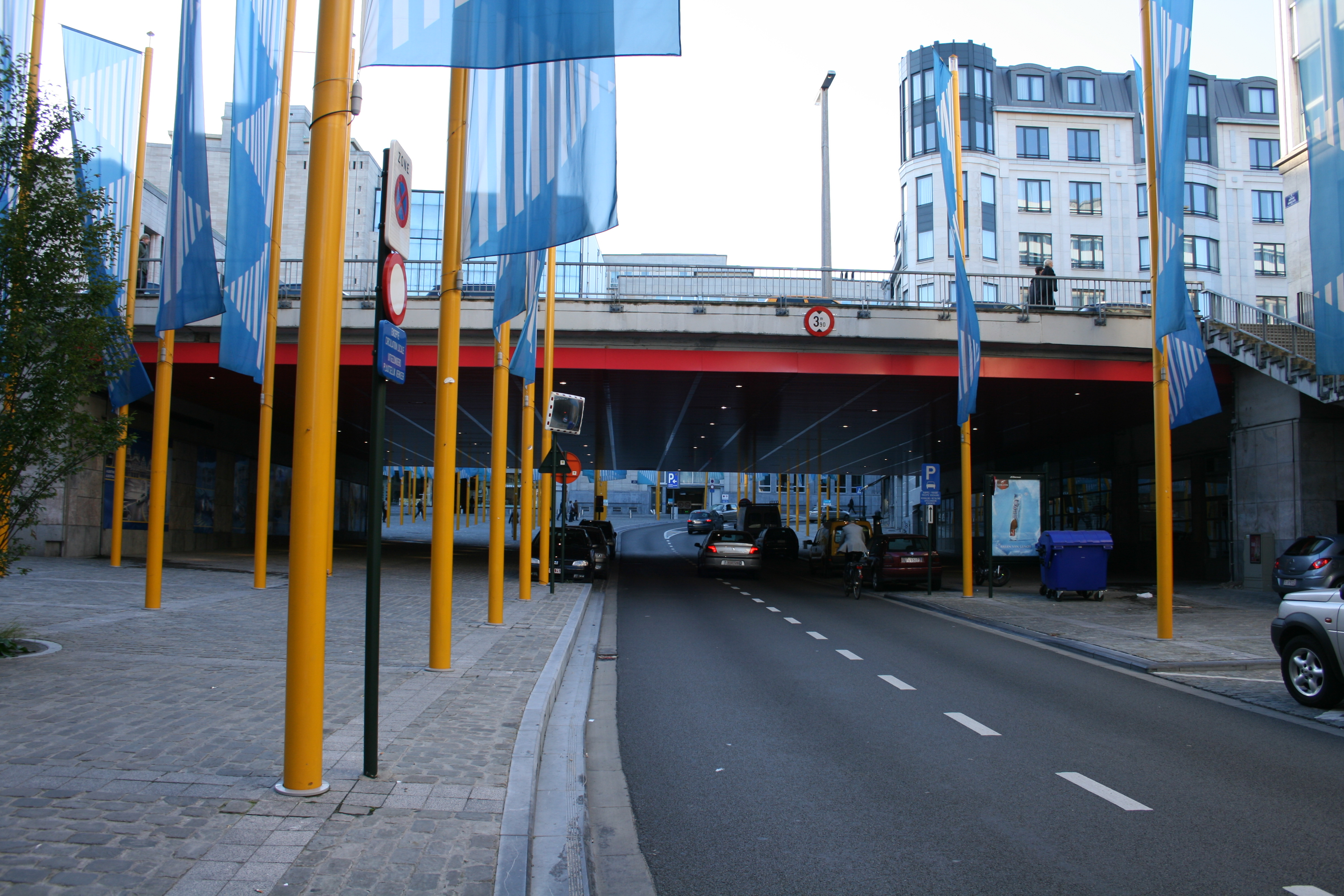
Het viaduct van de Keizerslaan en een deel van het kunstwerk Bleus sur jaune van Daniel Buren